# Concreto translúcido

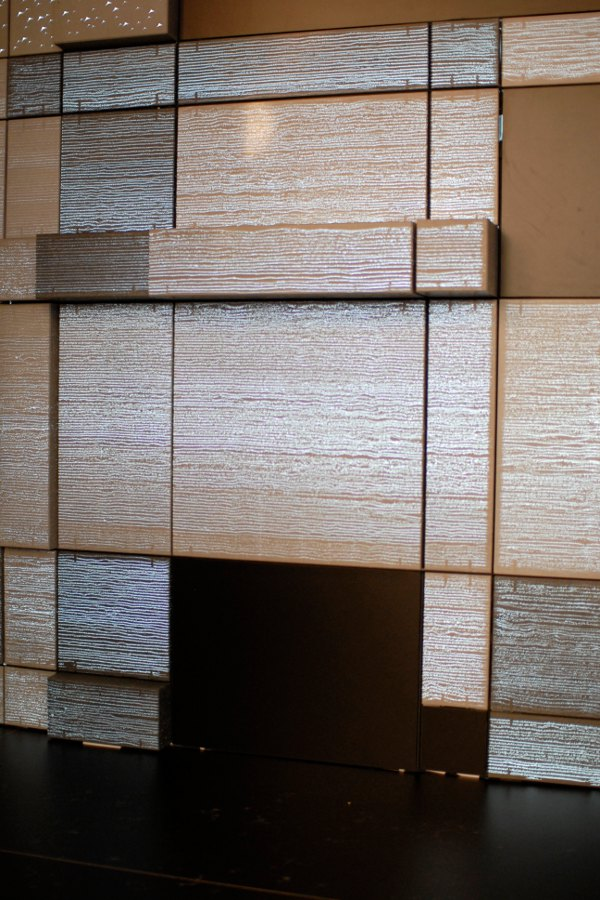
Hormigón translúcido en la Expo "Bau 2011" de Múnich, Alemania, en el stand de LUCEM GmbH.

El concreto translúcido es un hormigón polimérico que permite el paso de la luz y desarrolla características mecánicas diferentes de las del concreto u hormigón tradicional, permitiendo levantar paredes semitransparentes.
Hay distintos tipos de concreto translúcido, siendo el primero ideado por Aron Losonczi llamado LiTraCon (Light Transmitting Concrete). En 2005 Joel Sosa Gutiérrez y Sergio Omar Galván Cazares, ingenieros civiles mexicanos, crearon otro tipo de concreto translúcido que principalmente está constituido de ILum.[cita requerida]
La estructura de este concreto (hormigón) permite hasta un 70 % el paso de la luz, haciéndolo ideal para el ahorro de luz eléctrica y el uso de materiales de acabado como yeso y pintura, logrando así una disminución en las emisiones de gases del efecto invernadero.[cita requerida]

## Cualidades
Las cualidades del concreto translúcido son poder introducir objetos, luminarias e imágenes ya que tiene la virtud de ser translúcido hasta los dos metros de grosor, sin distorsión evidente; alcanzar una resistencia de hasta 450 kg/cm²; al mezclarse se sustituye la grava y la arena por resinas y fibras ópticas; y ofrecer una consistencia impermeable junto con una mayor resistencia al fuego.
El concreto traslúcido representa un avance en la construcción de plataformas marinas, presas, escolleras y taludes en zonas costeras, ya que bajo el agua sus componentes no se deterioran y es un 30 % más liviano que el concreto convencional.
Su fabricación es igual a la del concreto común. Para ello se emplea cemento blanco, resinas, fibras ópticas, agua y el aditivo cuya fórmula es secreta, llamado “ilum”. Actualmente el cemento translúcido se comercializa en dos formas: prefabricado y el aditivo ilum.

## Manejo
La preparación de los concretos no requiere equipo especial, se realiza con la maquinaria convencional. El curado también es tradicional, igual al que se usa en obra, sin requerir de tratamientos térmicos o de laboratorio especiales.
La diferencia de precio es apenas 15 o 20 % más costoso que el concreto comercial de alta resistencia, pero con enormes ventajas como su alta resistencia y sus facultades estéticas.
Sobre su utilización en la construcción de casas ubicadas en zonas de huracanes o sismos sería igual que emplear el hormigón tradicional, porque no cambia su naturaleza: ambos son quebradizos y en general presentan cierta resistencia a los terremotos. En el caso de los huracanes, su resistencia es más alta.

## Ventajas
- Beneficios ambientales.
- Permite el paso de la luz en un 70%.
- Reduce el consumo de energía eléctrica para iluminación.
- Aprovecha la luz solar.
- Reduce el uso de acabados en los muros.
- Reduce la emisión de gases de efecto invernadero y algunos intangibles como la sensación de espacios abiertos y mejor comunicados.
- Mayor resistencia mecánica y aislamiento eléctrico.
- Reducir las fisuras ocasionadas por el asentamiento y la retracción.
- Puede llegar a tener 15 veces la resistencia del hormigón tradicional (450 kg/cm2) y es 30% más ligero.
- Resistente al ataque de sulfatos.
- Peso volumétrico mucho menor, haciéndolo un 30% más liviano que el concreto convencional.
- Mayor resistencia a la compresión mayor a f’c=600 kg/cm2.
- Mejoría estética de una construcción.
- Gran diversidad de acabados que mejoran su aspecto.
- Permite diseñar elementos constructivos diversos.
- Cuidado del medio ambiente.
- Resistencia a la radiación UV.
- Uso versátil (pisos, muros, cubiertas para cocina, placas para lavabos, tragaluces, mamparas, lambrines, ventanas ciegas y mobiliario) y aplicación sencilla.
- Sus componentes no se deterioran bajo el agua.[4][5]

## Desventajas
Como todo elemento constructivo, cuenta con desventajas, esto no disminuye las características antes mencionadas, las desventajas son:
- 15% a 20% más costoso.
- Al ser un concreto resistente su destrucción es muy difícil, esto aumenta los costos para su demolición.
- Aún  no se encuentra normado como concreto estructural, quiere decir que no puede recibir cargas su uso es exclusivo de manera arquitectónica, a pesar de sus ventajas físicas y químicas.
- Al  ser un concreto nuevo tiene poca difusión en cuanto su preparación y colocación en obra, por tanto la mano de obra es más costosa.[6]